# 大西祥平
大西 祥平（おおにし しょうへい、1952年9月17日 - 2010年3月18日）は、日本の医学者、医師。慶應義塾大学大学院健康マネジメント研究科元教授、同大学スポーツ医学研究センター元所長。専門はスポーツ医学、循環器内科、運動生理学。博士（医学）（慶應義塾大学、1993年）。

## 略歴
- 1977年、慶應義塾大学医学部卒業後、慶應義塾大学病院に勤務（循環器内科）。同大学医学部助手、スポーツ医学研究センター助教授、同センター副所長等を経て教授へ。1993年に博士（医学）となる。

- 臨床データ解析のためにDEC製ミニコンとFORTRANプログラミングを用いて、心臓カテーテル検査のデータベース構築を実践した[1]。
- 1994年から2000年まで慶應義塾大学スポーツ医学研究センター専任講師を務め、その後スポーツ医学研究センター助教授、1999年から2001年に副所長を兼任し、同センター教授として所属した[2]。
- 2006年トリノオリンピック日本代表選手団のメディカルスタッフ（専任スポーツドクター）を務めた[3]。
- 2010年3月18日午後4時21分、兵庫県姫路市内の病院で死去（享年57）。訃報は翌19日に日本相撲協会より発表された[4]。

## 日本アンチ・ドーピング機構専門委員としての功績
- 日本アンチ・ドーピング機構の専門委員及び日本相撲協会のアンチ・ドーピング委員を務めており、日本相撲協会が2008年9月に実施した薬物検査において現役力士2名から大麻の陽性反応があり、その後両力士が吸引の事実を否定している問題では、スポーツ医学・ドーピング検査の専門家（医学者）の立場から、「明らかに自身が吸ったと判断せざるを得ない」との見解を示したが、その頃から原因不明の体調不良に襲われた模様。2009年頃からは体調不良で講義を休むことが目立っていた。[5]